# Король и Шут. Навсегда
«Король и Шут. Навсегда» — будущий художественный фильм российского режиссёра Рустама Мосафира, рассказывающий о музыкальной панк-группе «Король и Шут», продолжение сериала «Король и Шут». Главные роли в нём играют те же актёры — Константин Плотников и Влад Коноплёв. Съёмки картины начались в октябре 2024 года. Премьера назначена на 19 февраля  в 2026 году.

## Сюжет
Действие фильма разворачивается в сказочном мире, описанном в песнях группы «Король и Шут». Известно, что антагонистом главных героев станет персонаж песни «Некромант».

## В ролях
- Константин Плотников — Михаил Горшенёв, «Горшок»
- Влад Коноплёв — Андрей Князев, «Князь»
- Дарья Мельникова — Вдова
- Вера Вольт — Принцесса
- Илья Хвостиков — Кочерыжка.

## Создание
В мае 2024 года стало известно о начале работы над полнометражным фильмом «Как в старой сказке», прямом продолжении сериала «Король и Шут». Создатели фильма планируют продолжить концепцию по совмещению реального мира с миром, описанным в песнях группы «Король и Шут». По предварительной информации, в картине будут использоваться песни «Некромант», «Мертвый анархист», «Воспоминания о былой любви», «Проклятый старый дом».
Режиссёром фильма стал Рустам Мосафир (как и в сериале), к главным ролям вернулись Константин Плотников и Влад Коноплёв. Съёмки начались 18 октября 2024 года в Мурманской области, на полуострове Рыбачий. Фильм получил окончательное название «Король и Шут. Навсегда».